# 苅場坂峠
苅場坂峠（かばさかとうげ、かりばさかとうげ） は、埼玉県比企郡ときがわ町、飯能市、秩父郡横瀬町の境目にある標高818メートルの峠である。
飯盛峠と大野峠の中間に位置する。

## 概要
奥武蔵グリーンラインと林道苅場坂線の交差する三叉路にあたり、なだらかな稜線で鞍部は広く小さな集落も存在する。
かつて峠には茶屋があったが、2009年に取り壊され跡地は更地となっている。北側の展望が素晴らしく、天気が良いと上越（上野国と越後国）から日光、筑波山まで見渡せる。ここから林道苅場坂線を飯能市正丸に向けて下る途中に高麗川の水源があり、「高麗川源流保全の碑」がある。